# Dirachmaceae
Famille
Classification APG III (2009)
Répartition géographique
Les Dirachmaceae (les Dirachmacées) sont une famille de plantes à fleurs dicotylédones de l'ordre des Rosales. C'est une petite famille qui ne comprend que deux espèces du genre Dirachma (en).
Ce sont des arbustes à petites feuilles fortement dentées, originaires de Somalie et de l'île de Socotra.

## Étymologie
Le nom vient du genre type Dirachma, peut-être dérivé de rachman, nom vernaculaire de cet arbuste parfumé dans l’île de Socotra., bien qu'aucune étymologie n'ait été donnée lors de la description du genre.

## Classification
En classification classique de Cronquist (1981) cette famille était placée l'ordre des Geraniales.  
La classification phylogénétique APG III (2009) la situent dans l'ordre des Rosales.
Cette famille, encore controversée, présente des similitudes avec plusieurs autres familles notamment les Rhamnaceae, Malvaceae, Barbeyaceae et Elaeagnaceae.

## Liste des genres
Selon NCBI (31 mai 2010) et DELTA Angio (31 mai 2010) :
- Dirachma (en)

## Liste des genres et espèces
Selon NCBI (31 mai 2010) :
- genre Dirachma
  - Dirachma socotrana

Ce genre était mono-spécifique jusqu’à ce qu'on en découvre une seconde espèce  Dirachma somalensis en Somalie, décrite en 1991.